# Воля-Желіховська
Воля-Желіховська (пол. Wola Żelichowska) — село в Польщі, у гміні Ґрембошув Домбровського повіту Малопольського воєводства.
Населення — 402 особи (2011).
У 1975-1998 роках село належало до Тарновського воєводства.

## Демографія
Демографічна структура станом на 31 березня 2011 року:
|          | Загалом | Допрацездатний вік | Працездатний вік | Постпрацездатний вік |
| -------- | ------- | ------------------ | ---------------- | -------------------- |
| Чоловіки | 200     | 26                 | 142              | 32                   |
| Жінки    | 202     | 33                 | 115              | 54                   |
| Разом    | 402     | 59                 | 257              | 86                   |